# Гросенкнетен
Гросенкнетен (нім. Großenkneten) — громада в Німеччині, розташована в землі Нижня Саксонія. Входить до складу району Ольденбург.
Площа — 176,17 км2. Населення становить 16 144 ос. (станом на 31 грудня 2021).